# 황문기
황문기(黃文基, 1996년 12월 8일~)는 대한민국의 축구 선수로 포지션은 라이트백이다. 현재 K4리그의 평창 유나이티드와 대한민국 축구 국가대표팀에서 뛰고 있다.

## 국가대표팀 경력
2024년 9월 5일 팔레스타인과의 2026년 FIFA 월드컵 아시아 지역 3차 예선 경기를 통해 A매치 데뷔전을 가졌다.